# Petro Air
Petro Air es una pequeña compañía operada por 3 aeronaves, con base en Trípoli, capital de Libia.

## Flota
La flota de Petro Air incluye las siguientes aeronaves (en julio de 2009):